# Ordunik
L'Ordunik era la comarca occidental del districte de Bassèn a la província d'Airarat. La capital era Ordoru a uns 15 km al nord-est de Karin.
A aquesta comarca hi havia la muntaña d'Aitspkutn, on neix l'Araxes. Una família de nakharark, els Vorduní, governaven la zona. Tradicionalment aquesta família va ser considerada d'origen hàikida, és a dir del rei Haik, l'ancestre mític dels armenis, si bé això de fet en realitat suposaria que la dinastia tenia un origen urartià. La família va ser exterminada per Vatxè Mamiconi per ordre del rei Khosrov III d'Armènia al segle iv, segons diu Faust de Bizanci.